# Coroană cehă
Coroană cehă (cehă koruna česká, Kč, CZK) este moneda oficială a Republicii Cehe. Împreună cu coroană slovacă a înlocuit coroană cehoslovacă la data de 8 februarie 1993 la curs de schimb 1:1.
Numele oficial în limba cehă este koruna česká, cu ordinea cuvintelor nepotrivită din punct de vedere lingvistic (forma corectă ar fi česká koruna). Pluralul la nominativ este koruny české, iar la genitiv (folosit cu numerale mai multe decât 4) — korun českých. O coroană se împărțește în 100 haléřů (singular: haléř, plural nominativ haléře).

## Istorie
Coroana cehă a înlocuit coroana cehoslovacă, în Republica Cehă, în urma dizolvării Cehoslovaciei. A fost creată cu o paritate în raport cu coroana slovacă.
Republica Cehă este membră a Uniunii Europene din mai 2004, însă nu este membră a Uniunii Monetare Europene, coroana cehă fiind singura unitate monetară legală a țării.
Euro ar putea să înlocuiască coroana cehă în anii următori, dar nu înainte de 2018, când Republica Cehă va îndeplini criteriile de admitere la Mecanismul European al Ratelor de Schimb (MCE II / ERM II) și dacă o cere (unul din principalele partide ale Cehiei, partidul liberal ODS se opune în prezent aderării la moneda unică europeană, euro).

Evoluția ratei de schimb a coroanei cehe între 1999 și 2012

Notă : Curba este înșelătoare întrucât ea indică valoarea euro în coroane cehe. În realitate, coroana cehă s-a apreciat puternic în raport cu euro de la apariția monedei unice europene.

## Bancnote

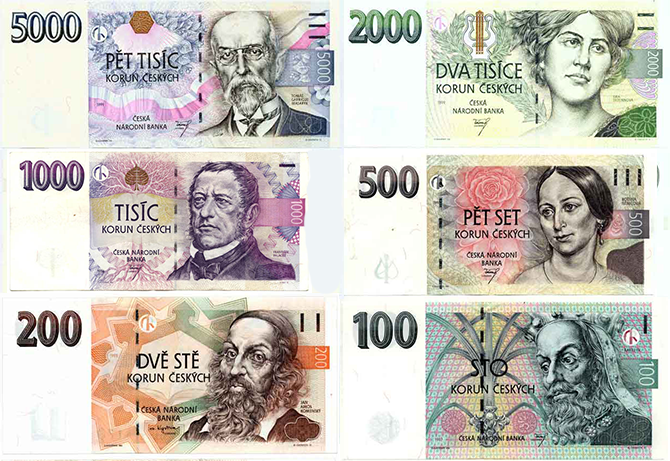
Bancnotele aflate în circulație în 2014

Bancnotele în circulație sunt cele cu valori nominale de:
- 5.000 Kč
- 2.000 Kč
- 1.000 Kč
- 500 Kč
- 200 Kč
- 100 Kč

Bancnotele cu valori nominale de 20 și de 50 Kč nu mai au curs legal.